# 21 décembre en sport
21 novembre 21 janvier
Chronologies thématiques
- Croisades
- Ferroviaires
- Disney

Le 21 décembre (355e jour de l'année ou 356e en cas d'année bissextile) en sport.

## Événements

### XIXesiècle
- 1891 :
  - (Basket-ball) : le premier match de l'histoire se dispute au collège de Springfield, Massachusetts.

### XXIesiècle
- 2015 :
  - (Football /FIFA) : le verdict est tombé. Michel Platini et Sepp Blatter sont suspendus 8 ans de toute activité liée au football par la Commission d’éthique de la Fifa. Ils ont décidé de faire appel auprès du Tribunal arbitral du sport (TAS) de la décision.
- 2019 :
  - (Football /Coupe du monde des clubs) : les Reds décrochent leur premier titre intercontinental à Doha au Qatar en finale contre les Brésiliens de Flamengo 1-0 à l'issue des prolongations[1].

## Naissances

### XIXesiècle
- 1860 :
  - John Rawlinson, footballeur anglais. (1 sélection en équipe nationale). († 14 janvier 1926).
- 1883 :
  - Georges Bayrou, footballeur puis dirigeant sportif français. (1 sélection en équipe de France). Président du FC Sète de 1908 à 1950. († 5 décembre 1953).
- 1885 :
  - Marcel Cadolle, cycliste sur route français. Vainqueur de Bordeaux-Paris 1906. († 21 août 1956).
  - Frank Patrick, hockeyeur sur glace puis entraîneur et dirigeant sportif canadien. Directeur de la LNH. († 29 juin 1960).
- 1892 :
  - Walter Hagen, golfeur américain. Vainqueur des US Open 1914 et 1919, des tournois de la PGA Championship 1921, 1924, 1925, 1926 et 1927, et des British Open 1922, 1924, 1928 et 1929. († 6 octobre 1892).

### XXesièclede 1901 à 1950
- 1902 :
  - Marcel Bidot, cycliste sur route puis dirigeant sportif français. († 26 janvier 1995).
  - Patrick Hughes, joueur de tennis britannique. Vainqueur des Coupe Davis 1933, 1934, 1935 et 1936. († 8 mai 1997).
- 1908 :
  - Édouard Ainciart, joueur de rugby à XV français. (6 sélections en équipe de France). († 11 mars 1980).
- 1911 :
  - Josh Gibson, joueur de baseball américain. († 20 janvier 1947).
- 1912 :
  - Mario Zatelli, footballeur puis entraîneur français. (1 sélection en équipe de France). († 7 janvier 2004).
- 1915 :
  - Oddmund Andersen, footballeur norvégien. († 23 novembre 1999)
- 1917 :
  - Otto Mønsted Acthon, cavalier danois († 13 août 1980)
- 1920 : 
  - Iris Cummings, nageuse américaine. († 24 janvier 2025).
- 1926 :
  - Joe Paterno, joueur de foot US puis entraîneur américain. († 22 janvier 2012).
- 1929 :
  - Bernard Pariset, judoka français. († 6 décembre 2004).
- 1935 :
  - Lorenzo Bandini, pilote de F1 italien. (1 victoire en Grand Prix). († 10 mai 1967).
- 1940 :
  - Kálmán Sóvári, footballeur hongrois. (17 sélections en équipe nationale). († 16 décembre 2020).
- 1943 :
  - Walter Spanghero, joueur de rugby à XV français. Vainqueur du Tournoi des Cinq Nations 1967 et du Grand Chelem 1968. (51 sélections en équipe de France).
- 1949 :
  - Patti Hogan, joueuse de tennis américaine.
  - Daniel Killer, footballeur argentin. Champion du monde de football 1978. (22 sélections en équipe nationale).

### XXesièclede 1951 à 2000
- 1952 :
  - Joaquin Andujar, joueur de baseball dominicain.
- 1954 :
  - Chris Evert, joueuse de tennis américaine.
- 1956 :
  - Kevin Burnham, 63 ans, skipper américain. Médaillé d'argent dériveur double 470 lors des Jeux olympiques d'été de 1992 puis champion olympique de la même discipline lors des Jeux de 2004 à Athènes. († 28 novembre 2020).
- 1957 :
  - Tom Henke, joueur de baseball américain.
- 1959 :
  - Florence Griffith-Joyner, athlète de sprint américaine. († 21 septembre 1998).
- 1960 :
  - Andy Van Slyke, joueur de baseball américain.
- 1964 :
  - Jim Popp, dirigeant de foot canadien américain.
- 1970 :
  - Nasser Al-Attiyah, pilote de rallye-raid et tireur qatari. Vainqueur des Rallye Dakar 2011 et 2015. Médaillé de bronze du skeet aux Jeux de Londres 2012.
  - Stefan Lövgren, handballeur suédois.
- 1972 :
  - Frédéric Blackburn, patineur de vitesse sur courte piste canadien
  - LaTroy Hawkins, joueur de baseball américain.
  - Claudia Poll, nageuse costaricienne.
- 1973 :
  - Mike Alstott, joueur de foot U.S. américain.
- 1974 :
  - Karrie Webb, golfeuse australienne.
- 1979 :
  - Steve Montador, hockeyeur sur glace canadien († 15 février 2015).
- 1980 :
  - Karim Atamna, basketteur algérien.
  - Stefan Liv, hockeyeur sur glace suédois. Champion olympique aux Jeux de Turin 2006. Champion du monde de hockey sur glace 2006. († 7 septembre 2011).
- 1981 :
  - Marta Fernández, basketteuse espagnole. (119 sélections en équipe nationale).
  - Cristian Zaccardo, footballeur italien.
- 1982 :
  - Valeriu Andronic, footballeur moldave. (34 sélections en équipe nationale).
  - Philip Humber, joueur de baseball américain.
  - Szymon Szewczyk, basketteur polonais.
- 1984 :
  - Peter van der Westhuizen, athlète de demi-fond sud-africain.
- 1985 :
  - Nicolás Almagro, joueur de tennis espagnol. Vainqueur de la Coupe Davis 2008.
  - Dinma Odiakosa, basketteur nigérian.
- 1986 :
  - Ousmane Viera, footballeur ivoirien. Champion d'Afrique des nations de football 2015. (19 sélections en équipe nationale).
- 1987 :
  - Khris Davis, joueur de baseball américain.
  - Vincent Vanasch, hockeyeur sur gazon belge.
- 1988 :
  - Kevin Anderson basketteur américain.
  - Zoe Buckman, athlète de demi-fond australienne.
  - Danny Duffy, joueur de baseball américain.
- 1989 :
  - Andréas Frágkos, volleyeur grec. (102 sélections en équipe nationale).
  - Cheikhou Kouyaté, footballeur sénégalais. (18 sélections en équipe nationale).
- 1990 :
  - Yvette Broch, handballeuse néerlandaise. (64 sélections en équipe nationale).
- 1992 :
  - Sheldon McClellan, basketteur américain.
  - Junior Tallo, footballeur ivoirien.
- 1993 :
  - Cody Ceci, hockeyeur sur glace canadien.
- 1995 :
  - B. J. Johnson, basketteur américain.
- 1996 :
  - Ben Chilwell, footballeur anglais.
- 1997 :
  - Charles McAvoy, hockeyeur sur glace américain.
- 1998 :
  - Matt Lewis, basketteur américain.
- 1999 :
  - Margot Chevrier, athlète de sauts à la perche française.
  - Justin Lonwijk, footballeur néerlandais.

### XXIesiècle
- 2000 :
  - Yam Madar, basketteur israélien.
- 2002 :
  - Ringo Meerveld, footballeur néerlandais.
  - Clara Tauson, joueuse de tennis danoise.
- 2003 :
  - Halimatou Bah, volleyeuse française. (16 sélections en équipe de France).
- 2003 :
  - Jefté, footballeur brésilien.
- 2004 :
  - Tom Slončík, footballeur tchèque.
- 2006 :
  - Giovanni Leoni, footballeur italien.

## Décès
- 1918 :
  - Hobey Baker, 26 ans, hockeyeur sur glace et joueur de foot U.S. américain. (° 15 juillet 1892).
- 1951 :
  - Ernie Collett, 56 ans, hockeyeur sur glace canadien. Champion olympique aux Jeux de Chamonix 1924. (° 3 mars 1895).
- 1953 :
  - Kaarlo Koskelo, 65 ans, lutteur finlandais. Champion olympique des poids plume aux Jeux de Stockholm 1912. (° 12 avril 1888).
- 1963 :
  - Jack Hobbs, 81 ans, joueur de cricket anglais. (61 sélections en test cricket). (° 16 décembre 1882).
- 1964 :
  - Algernon Kingscote, 76 ans, joueur de tennis britannique. Vainqueur de l'Open d'Australie 1919. (° 3 décembre 1888).
- 1968 :
  - Vittorio Pozzo, 82 ans, footballeur puis entraîneur italien. (° 2 mars 1886).
- 1990 :
  - Edmond Delfour, 83 ans, footballeur puis entraîneur français. (41 sélections en équipe de France). (° 1er novembre 1907).
- 1996 :
  - Alfred Tonello, 67 ans, cycliste sur route français. Médaillé de bronze de la course sur route par équipes aux Jeux d'Helsinki 1952. († 11 mars 1929).

- 2005 :
  - Walter Schock, 85 ans, pilote de courses automobile et de rallyes allemand. (° 3 avril 1920).
- 2006 :
  - Sydney Wooderson, 92 ans, athlète de fond et de demi-fond britannique. (° 30 août 1914).
- 2010 :
  - Enzo Bearzot, 83 ans, footballeur puis entraîneur italien. (1 sélection en équipe nationale). Sélectionneur de l'équipe d'Italie championne du monde de football 1982. (° 26 septembre 1927).
- 2011 :
  - Evgueni Roudakov, 69 ans, footballeur puis entraîneur soviétique puis ukrainien. Médaillé de bronze aux Jeux de Munich 1972. Vainqueur de la Coupe d'Europe des vainqueurs de coupe 1975. (48 sélections en équipe nationale). (° 2 janvier 1942).